# خالد اليزيدي
خالد بدر اليزيدي (مواليد 3 فبراير 1999) لاعب كرة قدم قطري يجيد اللعب في خط الهجوم.
لعب سابقاً في نادي السد ونادي الشحانية ونادي البدع.